# Avàricum
Avàricum fou l'antic nom de Bourges, que va ser la capital del poble gal dels bitúriges, a la vall del riu Evre (antic Avara). Juli Cèsar la descriu com la ciutat més bonica de gairebé tota la Gàl·lia, envoltada per un riu i un pantà, i amb una única entrada molt estreta. La ciutat tenia una muralla feta amb bigues de fusta que Cèsar descriu detalladament, col·locades cada dos peus i que feien quaranta peus de llarg, amb les puntes cap a l'exterior. Els espaie entre les bigues estaven omplerts amb terra, i a l'exterior amb grans pedres. Per la part interior les bigues estaven lligades. Sobre aquestes bigues n'hi havia unes altres, protegides de la mateixa manera.
La va assetjar Juli Cèsar l'any 52 aC durant la revolta de Vercingetorix, i la va prendre per assalt massacrant els seus habitants. Només 800 es van escapar d'un total de 40.000, que es van poder refugiar al campament de Vercingetorix. August va incloure el territori dins la província d'Aquitània i la ciutat va canviar de nom a Bitúriges (Biturigae) que a l'edat mitjana va derivar en Biorgas i finalment Bourges. Avàricum consta en els Itinerarium, i es descriu una via des de Augustonèmetum i una altra des de Cesarodúnum fins allí.